# Serhiy Buletsa
Serhiy Buletsa (ucraniano: Сергій Анатолійович Булеца; 16 de febrero de 1999) es un futbolista ucraniano que juega como centrocampista en el F. C. Oleksandria de la Liga Premier de Ucrania.

## Trayectoria
Nacido en Óblast de Zakarpatia, es un producto de las academias de fútbol de Uzhhorod y Kiev, entre las que se encuentran las escuelas deportivas juveniles RVUFK Kiev y FC Dinamo de Kiev.
Jugó para el FC Dynamo en la Reserva de la Premier League de Ucrania (competiciones sub-21 y sub-19) y en abril de 2019 fue ascendido a la selección absoluta. Buletsa estaba en la lista para el partido fuera de casa con el FC Mariupol en la Liga Premier de Ucrania el 13 de abril de 2019 y aún no ha jugado ni un minuto. 
El 26 de junio de 2019 fue cedido al SC Dnipro-1 para la temporada 2019-20. Hizo su debut el 31 de julio de 2019 en la Premier League de Ucrania ante el FC Olimpik Donetsk, donde Buletsa marcó a los dos minutos. Ese gol también fue el primer gol de la Premier League ucraniana para Dnipro-1. El 31 de agosto de 2020, su préstamo se prolongó por otra temporada.

## Selección nacional
Buletsa formó parte de la Selección de fútbol sub-20 de Ucrania que ganó la Copa Mundial Sub-20 de la FIFA 2019. Jugó un papel clave en el éxito de Ucrania, apareciendo en los 7 partidos de su equipo y anotando 3 goles. Al finalizar el torneo, recibió el Balón de Plata, otorgado al segundo mejor jugador del torneo.
El 8 de septiembre de 2021 debutó con la selección absoluta en un amistoso ante República Checa que finalizó en empate a uno.

## Clubes
| Club                         | País    | Año       |
| ---------------------------- | ------- | --------- |
| F. C. Dinamo de Kiev         | Ucrania | 2016-2025 |
| S. C. Dnipro-1 (cedido)      | Ucrania | 2019-2021 |
| F. C. Zorya Luhansk (cedido) | Ucrania | 2021-2023 |
| Zagłębie Lubin (cedido)      | Polonia | 2023-2024 |
| Lechia Gdańsk (cedido)       | Polonia | 2024-2025 |
| F. C. Oleksandria            | Ucrania | 2025-     |

## Palmarés

### Títulos internacionales
| Título                        | Club (*)       | País    | Año  |
| ----------------------------- | -------------- | ------- | ---- |
| Copa Mundial de Fútbol Sub-20 | Ucrania sub-20 | Polonia | 2019 |

(*) Incluyendo la selección.

### Distinciones individuales
| Distinción                                          | Año  |
| --------------------------------------------------- | ---- |
| Balón de plata de la Copa Mundial Sub-20 de la FIFA | 2019 |